# Krystian Gryczuk
Krystian Gryczuk (ur. 9 sierpnia 1994) – polski kombinator norweski, zawodnik klubu Luks-Ski Lubawka. Reprezentował Polskę na mistrzostwach świata juniorów w 2013 w czeskim Libercu i w 2014 we włoskim Val di Fiemme.
Jedyny zawodnik z Dolnego Śląska trenujący kombinację norweską. Krystian Gryczuk zmuszony jest trenować na czeskich obiektach, gdyż skocznie w Sudetach nie są przygotowane do skakania. Jego trenerem był zmarły w 2016 r. Wiesław Dygoń.
Złoty medalista mistrzostw Czech.

## Osiągnięcia

### Mistrzostwa świata juniorów
| Miejsce | Dzień       | Rok  | Miejscowość   | Skocznia           | Punkt K | HS  | Konkurs  | Skok   | Nota               | Bieg            | Strata  | Zwycięzca     |
| ------- | ----------- | ---- | ------------- | ------------------ | ------- | --- | -------- | ------ | ------------------ | --------------- | ------- | ------------- |
| 52.     | 23 stycznia | 2013 | Liberec       | Ještěd             | K-90    | 100 | indywid. | 82,5 m | 93,5 pkt           | 10 km - 28:09.5 | +5:54.5 | Manuel Faißt  |
| 44.     | 30 stycznia | 2014 | Val di Fiemme | Trampolino Dal Ben | K-95    | 106 | indywid. | 80,5 m | 70,1 pkt           | 10 km - 32:09.1 | +6:24.0 | Philipp Orter |
| 38.     | 1 lutego    | 2014 | Val di Fiemme | Trampolino Dal Ben | K-95    | 106 | indywid. | 82,5 m | 94,6 pkt           | 5 km - 14:51.7  | +3:19.5 | Philipp Orter |
| 7.      | 2 lutego    | 2014 | Val di Fiemme | Trampolino Dal Ben | K-95    | 106 | druż.    | 86,5 m | 98 pkt (404,9 pkt) | 5 km - 59:39.1  | +5:41.5 | Austria       |

### Puchar Kontynentalny

#### Miejsca w klasyfikacji generalnej
- sezon 2013/2014: niesklasyfikowany

#### Miejsca w poszczególnych konkursach Pucharu Kontynentalnego
| Sezon 2013/2014 |           |           |            |            |             |             |          |          |          |       |      |      |      |        |        |        |        |        |        |        |        |        |
| Park City | Park City | Park City | Hoeydalsmo | Hoeydalsmo | Klingenthal | Klingenthal | Eisenerz | Eisenerz | Eisenerz | Falun | Ruka | Ruka | Ruka | punkty | punkty | punkty | punkty | punkty | punkty | punkty | punkty | punkty |
| - | -         | -         | 50         | -          | -           | -           | -        | -        | -        | -     | -    | -    | -    | 0      | 0      | 0      | 0      | 0      | 0      | 0      | 0      | 0      |
| Legenda |           |           |            |            |             |             |          |          |          |       |      |      |      |        |        |        |        |        |        |        |        |        |
| 1 2 3 4-10 11-30 poniżej 30 - – zawodnik nie wystartował q – zawodnik nie zakwalifikował się DNF – zawodnik nie ukończył biegu DNS – zawodnik nie wystartował do biegu |           |           |            |            |             |             |          |          |          |       |      |      |      |        |        |        |        |        |        |        |        |        |

### Mistrzostwa Polski

#### Miejsca w poszczególnych konkursach zimowych Mistrzostw Polski
| Miejsce | Dzień       | Rok  | Miejscowość | Skocznia       | Punkt K | HS     | Konkurs  | Nota      | Bieg    | Strata   | Zwycięzca       |
| ------- | ----------- | ---- | ----------- | -------------- | ------- | ------ | -------- | --------- | ------- | -------- | --------------- |
| 16.     | 19 lutego   | 2011 | Szczyrk     | Skalite        | K-95    | HS-106 | indywid. | 85.5 pkt  | 32:03.5 | + 5:54.7 | Tomasz Pochwała |
| 14.     | 25 marca    | 2012 | Zakopane    | Wielka Krokiew | K-120   | HS-134 | indywid. | 95.5 pkt  | 24:32.3 | + 3:12.0 | Paweł Słowiok   |
| 9.      | 25 marca    | 2013 | Wisła       | Malinka        | K-120   | HS-134 | indywid. | 104,3 pkt | 28:56.4 | +3:24.4  | Tomasz Pochwała |
| 14.     | 14-15 marca | 2015 | Szczyrk     | Skalite        | K-95    | HS-106 | indywid. | 57,5 pkt  | 43:57,0 | +9:00.0  | Adam Cieślar    |

#### Miejsca w poszczególnych konkursach letnich Mistrzostw Polski
| Miejsce | Dzień           | Rok  | Miejscowość | Skocznia       | Punkt K | HS     | Konkurs  | Nota     | Bieg    | Strata     | Zwycięzca        |
| ------- | --------------- | ---- | ----------- | -------------- | ------- | ------ | -------- | -------- | ------- | ---------- | ---------------- |
| 12.     | 17 września     | 2011 | Zakopane    | Wielka Krokiew | K-120   | HS-134 | indywid. | 78.3 pkt | 21:00.9 | + 60.6 pkt | Paweł Słowiok    |
| 7.      | 1 września      | 2013 | Szczyrk     | Skalite        | K-95    | HS-106 | indywid. | 94 pkt   | 23:03,5 | + 1:42,2   | Mateusz Wantulok |
| 13.     | 7 września      | 2013 | Zakopane    | Wielka Krokiew | K-120   | HS-134 | indywid. | 77 pkt   | 22:17.7 | + 4:03,1   | Paweł Słowiok    |
| 14.     | 11 października | 2014 | Szczyrk     | Skalite        | K-95    | HS-106 | indywid. | 90.5 pkt | 18:03.5 | + 4:31.5   | Adam Cieślar     |